# Conleau
Pour les articles homonymes, voir Conleau (homonymie).
Conleau est un des quartiers de la ville de Vannes (Morbihan). Il comprend la presqu'île de Conleau.

## Localisation
Le quartier de Conleau est situé à l'extrémité sud-ouest du territoire municipal de Vannes, au sud de Kercado et de Cliscouët. Il comprend une zone bâtie, composé de maisons individuelles et de quelques logements collectifs, ainsi qu'une zone non bâtie, la pointe des Émigrés et le parc du Golfe, qui comprend notamment le Chorus et l'aquarium de Vannes.

## Histoire
Il s'est bâti principalement au cours du XXe siècle à partir de deux anciens hameaux nommés le Petit Conleau et le Grand Conleau, composés chacun d'un manoir et de fermes. L'une de ces fermes abrite aujourd'hui la Maison de la Nature. L'urbanisation du quartier a commencé dans les années 1930 et se poursuit encore aujourd'hui avec la création de nouveaux lotissements.